# Белоненко, Олег Дмитриевич
Оле́г Дми́триевич Белоне́нко (23 октября 1949, Серноводское, Джанкойский район, Крымская область, РСФСР, СССР — 10 июля 2000, Екатеринбург, Россия) — советский и российский машиностроитель, вице-президент ОАО «КамАЗ» по новым видам бизнеса (1996—1997), генеральный директор ОАО «Уралмашзавод» (1999—2000).

## Биография
Родился 23 октября 1949 года в селе Серноводское Джанкойского района Крымской области в СССР.
В 1967 году окончил Симферопольский автодорожный техникум, с присвоением квалификации «техник-механик».
В 1972 году окончил Московский автомобильно-дорожный институт, с присвоением квалификации «инженер-механик».
В 1991 году окончил Академию народного хозяйства при Совете Министров СССР.
В 1972—1998 гг. — на Камском автомобильном заводе.
В 1972—1980 гг. — конструктор по производству большегрузных автомобилей.
В 1980—1987 гг. — заместитель секретаря партийного комитета производственного объединения «КамАЗ».
В 1987—1994 гг. — директор ОАО «ЗМА» («Завод Малолитражных Автомобилей») (дочернего предприятия АО «КамАЗ» по производству микролитражных автомобилей).
В 1994—1996 гг. — заместитель генерального директора по маркетингу и продажам, член правления ОАО «КамАЗ».
В 1996—1997 гг. — вице-президент ОАО «КамАЗ» по новым видам бизнеса.
В 1998 году получил предложение занять руководящую должность на ОАО «Уралмаш» от собственника и генерального директора крупнейшего российского холдинга тяжёлого машиностроения ОАО «Объединённые машиностроительные заводы» (группа «Уралмаш-Ижора») К. А. Бендукидзе, искавшего для предприятия профессионального и опытного управленца, и принял его.
В 1998—2000 гг. — на ОАО «Уралмаш».
В 1998—1999 гг. — первый заместитель генерального директора ОАО «Уралмаш».
В 1999—2000 гг. — генеральный директор ОАО «Уралмаш».
Под его руководством на ОАО «Уралмаш» удалось решить ряд сложных проблем, провести работу по совершенствованию структуры производства завода, увеличению производства и продаж продукции. За короткий срок на посту генерального директора ОАО «Уралмаш», Белоненко удалось кардинально улучшить состояние завода, что обеспечило предприятию стабильность и динамичное развитие.

## Убийство и похороны
В 07:20 10 июля 2000 года в Екатеринбурге на Белоненко было совершено покушение. Двое преступников расстреляли Олега Белоненко и его водителя Владислава Яворского из самозарядного малогабаритного пистолета с глушителем, во дворе заводской гостиницы-общежития, где проживал Белоненко, в тот момент, когда генеральный директор вышел из подъезда заводской гостиницы-общежития и садился в служебный автомобиль ГАЗ-3110 «Волга». Белоненко получил смертельное ранение головы (две пули), а его водитель Яворский — смертельные ранения грудной клетки и брюшной полости. Приехавшие на место покушения врачи доставили обоих в 23-ю городскую больницу Екатеринбурга. Белоненко сделали двустороннюю трепанацию черепа, но извлечь пули не успели — он скончался во время операции, не приходя в сознание, около 12:00 по местному времени. Яворский успел рассказать подробности покушения врачам и скончался около 11:00.
12 июля 2000 года в Екатеринбурге в Свердловском государственном областном Дворце народного творчества, расположенном в микрорайоне Уралмаш, состоялась церемония прощания (гражданская панихида) с Олегом Белоненко и Владиславом Яворским, на которой, по оценкам правоохранительных органов, присутствовало более 5000 человек, в первую очередь, действующих и бывших работников Уралмашзавода, жителей микрорайона Уралмаш. На гражданской панихиде присутствовали высшие должностные лица Екатеринбурга и Свердловской области (в том числе, губернатор Свердловской области Э. Э. Россель и глава Екатеринбурга А. М. Чернецкий), собственник и генеральный директор крупнейшего российского холдинга тяжёлого машиностроения ОАО «Объединённые машиностроительные заводы» (группа «Уралмаш-Ижора») К. А. Бендукидзе, видные свердловские промышленники и коллеги Белоненко по директорскому корпусу из других областей России. После окончания гражданской панихиды гроб с телом Белоненко спецрейсом был отправлен в Москву.
13 июля 2000 года Белоненко был похоронен на Троекуровском кладбище в Москве.
Убийство Белоненко вызвало большой общественный резонанс. По одной версии следствия, преступники скрылись с места покушения и уехали на общественном транспорте (трамвае), по другой — на ждавшем их автомобиле (предположительно, ВАЗ-2101 «Жигули» белого или светло-бежевого цвета, с многочисленными вмятинами и дополнительной фарой на решетке радиатора) с третьим сообщником.
В результате длительного следствия личности преступников не были установлены, а одно из самых громких и резонансных убийств в России начала 2000-х годов до сих пор остаётся нераскрытым.

## Семья
- Супруга: Валерия Белоненко.
  - Дети: Виктория, Виринея.

## Награды
- Орден Дружбы (1995)
- Орден Дружбы народов (1984)
- Медаль «За трудовую доблесть» (1977)

## Спортивные разряды
- Кандидат в мастера спорта СССР по вольной борьбе

## Память
Осенью 2000 года в Татарстане, в городе Набережные Челны рядом с центральным входом ОАО «ЗМА» («Завод Малолитражных Автомобилей») был установлен барельеф Белоненко — первого директора предприятия. Автор барельефа: скульптор Анатолий Дербилов.